# Kefefs
Kefefs (grč. Κηφεύς, hrv. Kefej) je snajper grčke proizvodnje kojeg je 1995. proizveo Elliniki Viomichania Oplon za potrebe grčke vojske i policije. Snajper je dobio ime po mitskom starogrčkom kralju.
Postoje dvije inačice snajpera:
- Kefefs-M: model namijenjen grčkoj vojsci a odlikuju ga velika čvrstoća, otpornost na vrućinu te je šumske ili pustinjske maskirne boje[1]
- Kefefs-P: model namijenjen grčkoj policiji s nešto dužom i težom cijevi od prethodnika te uljem poliranim kundakom[1]

## Korisnik
- Grčka: grčka vojska i policija.